# Prisca Matimba Nyambe
Prisca Matimba Nyambe (31 december 1951) is een Zambiaans juriste. Na een loopbaan als advocaat en juridisch adviseur, en als manager bij het Rwanda-tribunaal, werd ze rechter van het Joegoslavië-tribunaal en het gerechtshof van Zambia.

## Levensloop
Nyambe studeerde rechten aan de Universiteit van Zambia en slaagde hier in 1975 als Bachelor of Laws. Sinds 1978 is ze toegelaten tot de advocatuur van het gerechtshof van Zambia. Hetzelfde jaar werd ze daarnaast rechter (resident magistrate) in Kabwe in Zambia en twee jaar later in Harare en Gwelo in Zimbabwe. In dit zuidelijke buurland is ze sinds 1982 eveneens opgenomen in de advocatuur van het gerechtshof. In 1984 werd ze juridisch adviseur van de Centrale Bank van Zambia, tot ze in 1992 verderging als zelfstandig advocaat. Van 1996 tot 2006 maakte ze carrière als leidinggevende van het Rwanda-tribunaal in Arusha.
In 2005 en later van 2009 tot 2012 was ze rechter ad litem van het Joegoslavië-tribunaal in Den Haag. In haar tweede periode was ze als rechter verbonden aan de zaak van Zdravko Tolimir. In 2012 werd Tolimir door de meerderheid van de strafkamer veroordeeld tot een levenslange gevangenisstraf voor genocide en andere oorlogsmisdaden in Srebrenica en Žepa. Nyambe nam hier echter een afwijkend standpunt in. Naast haar rol in Den Haag dient ze sinds 2006 als rechter van het gerechtshof (High Court) van Zambia. Sinds de start in juli 2013 is hij ook rechter van het Internationale Residumechanisme voor Straftribunalen.
Naast haar professionele loopbaan, nam ze deel aan verschillende projecten en in commissies in binnenland en buitenland, zoals voor de Verenigde Naties en de Internationale Commissie van Juristen. Ze is lid van de Commonwealth Lawyers Association, East African Law Society en de Law Association of Zambia.